# Meteorit Allende
El meteorit Allende és la condrita carbonatada més gran trobada mai sobre la Terra. El bòlid va ser observat el 8 de febrer de 1969 a la 01:05 sobre l'estat de Chihuahua, a Mèxic. Rep el seu nom de Pueblito de Allende, el poblat mexicà on va caure. Després de desintegrar-se a l'atmosfera es va realitzar una exhaustiva recerca per recol·lectar tots els seus fragments. Actualment és considerat "el meteorit més estudiat de la història".
Es creu que la roca original hauria d'haver tingut la mida d'un automòbil, viatjant a través de l'espai a uns 15 km per segon. Va explotar en el cel i es va desintegrar, produint milers de fragments d'escorça fosa. És un meteorit classificat dins del grup de les condrites carbonatades, sent aquest el més gran en el seu tipus. Els meteorits d'aquest tipus són de gran interès científic atès que la seva estructura es remunta als mateixos orígens del sistema solar.

## Mineralogia
És notable per posseir grans i abundants inclusions riques en calci i alumini (CAI), que estan entre els objectes més antics formats en el sistema solar. El meteorit també és famós pels compostos complexos de carboni: ful·lerens (C60 i C70), ful·lerans (C60HX), hidrocarburs aromàtics policíclics, benzofluorantens i corennulens. A diferència de moltes altres condrites, al meteorit Allende pràcticament no es pot trobar ferro ni níquel.
Al meteorit se n'han trobat 70 espècies minerals vàlides diferents, de les quals 17 han estat descobertes al meteorit. D'aquestes disset espècies, 13 han estat trobades exclusivament al meteorit i no han estat descrites a cap altre indret més.
Els minerals descoberts a l'Allende són:
| Nom           | Fórmula               | Nom         | Fórmula                  |
| Adrianita     | Ca₁₂(Al₄Mg₃Si₇)O32Cl₆ | Hutcheonita | Ca₃Ti₂(Al₂Si)O₁₂         |
| Allendeïta    | Sc₄Zr₃O₁₂             | Kangita     | Sc₂O₃                    |
| Beckettita    | Ca₂V₆Al₆O20           | Majindeïta  | Mg₂Mo₃O₈                 |
| Burnettita    | CaVAlSiO₆             | Monipita    | MoNiP                    |
| Butianita     | Ni₆SnS₂               | Nuwaïta     | Ni₆GeS₂                  |
| Davisita      | CaScAlSiO₆            | Panguita    | (Ti,Al,Sc,Mg,Zr,Ca)1,8O₃ |
| Grossmanita   | CaTi3+AlSiO₆          | Paqueïta    | Ca₃TiSi₂(Al,Ti,Si)₃O14   |
| Hexamolibdè   | (Mo,Ru,Fe,Ir,Os)      | Tistarita   | Ti₂O₃                    |
| Hibonita-(Fe) | (Fe,Mg)Al12O19        |             |                          |